# Samir Chamas
Samir Chamas (en arabe : سمير شمص) est un acteur et doubleur libanais, né le 25 novembre 1942 et mort le 11 août 2024. Il est actif entre 1965 et 2014 et assure notamment le doublage du Grand Schtroumpf dans la version arabe des Schtroumpfs. 

## Filmographie

### Cinéma
- 1965 : Al asal al murr
- 1965 : Al jaguar al saouda
- 1965 : Al sharidan
- 1968 : Bint El-Hares
- 1968 : Thalath Nessa : Sami[2]
- 1971 : Amwaj : Saeed
- 1974 : Agmal Ayam Hayaty
- 2001 : Africano : Mr. Joe
- 2007 : Tuff Incident : Marwan ibn al-Hakam (Voix)

### Courts-métrages
- 2015 : 1001 Inventions and the World of Ibn Al-Haytham

### Télévision

#### Séries télévisées
- 1980 : Layali Scheherazade
- 2003 : Bayn El Sama Wal Ard
- 2004 : Rajol Min El-Madi
- 2005 : Khataya Saghira
- 2008 : Nos Darzan
- 2011 : Al Armala W Al Shaytan
- 2013 : Qiyamat Al Banadiq
- 2014 : Bab Almorad
- 2014 : Daawat Moqawem

## Doublage
- 1981-1989 : Les Schtroumpfs : Grand Schtroumpf (version Image Production House) (version arabe)